# Salvatore Arcidiacono
Salvatore Arcidiacono (Acireale, 1927 – 1998) è stato un divulgatore scientifico, chimico e filosofo della scienza italiano.

## Biografia

### Formazione
Nato e morto lo stesso anno del fratello gemello Giuseppe (1927 - 1998), divise con quest'ultimo anche gli impegni di ricerca. Laureatosi in chimica all'Università di Catania nel 1951, fu insieme al fratello allievo dello scienziato e matematico italiano Luigi Fantappié, divenendo in seguito insegnante di chimica nei licei.

### Attività teorica e di ricerca
A partire dal 1955 perfezionò la Teoria unitaria del mondo fisico e biologico di Fantappié, collegandola ai più moderni sviluppi della biologia teorica e molecolare. Fantappiè e Giuseppe Arcidiacono trovarono in Salvatore Arcidiacono il supporto teorico speculativo nel campo della chimica e della fisica teorica per completare il loro percorso di ricerca. Fu lui, dopo la morte di Fantappiè nel 1956 a elaborare e pubblicare una formulazione "mediata" della sua Teoria sintropica nonché della Teoria degli universi.

Nel 1958 pubblicò al riguardo il saggio Visione unitaria dell'Universo e nel 1961 pubblicò Spazio, tempo, universo, con prefazione del filosofo e teologo Stanislas Breton. Insegnò a lungo e durante tutta la sua carriera fu autore di numerosi saggi e articoli scientifici pubblicati su riviste italiane ed internazionali.

## Opere
- Visione unitaria dell'Universo (alla luce delle teorie di Luigi Fantappiè), con Giuseppe Arcidiacono, ed. UCIIM, Roma, 1958.
- Spazio, tempo, universo, con Giuseppe Arcidiacono, Edizioni del Fuoco, Roma, 1961.
- Materia e vita, editrice Massimo, Milano, 1969.
- Ordine e Sintropia. La vita e il suo mistero, ed. Studium Christi, Roma, 1975.
- L'evoluzione sintropica, Accademia degli zelanti e dei dafnici, Acireale, 1981.
- Creazione, evoluzione, principio antropico, con Giuseppe Arcidiacono e Vincenzo Arcidiacono, ed. Il fuoco-Studium Christi, 1983.
- Entropia, sintropia, informazione. Una nuova teoria unitaria della fisica, chimica e biologia, con Giuseppe Arcidiacono, ed. Di Renzo, Roma, 1989; 2^ ed.1991.
- L'evoluzione dopo Darwin. La teoria sintropica dell'evoluzione, Di Renzo Editore, Roma, 1992.
- Problemi e dibattiti di biologia teorica, Di Renzo Editore, Roma, 1993. ISBN 88-86044-16-X